# 12e régiment d'infanterie vieux-prussien
Pour les articles homonymes, voir 12e régiment.
Le 12e régiment d'infanterie vieux-prussien est un régiment brandebourgeois-prussien à pied formé en 1685. Il a ses garnisons dans la marche de Brandebourg.

## Histoire
Au XVIIIe siècle, le régiment fait partie des régiments dits princiers. Le prince héritier Louis de Hesse-Darmstadt, en particulier, veille à ce qu'il reçoive une excellente formation. Comme d'autres régiments similaires, il est remarquablement peu utilisé pendant la guerre de Sept Ans.
Le régiment est dissous le 7 novembre 1806 par la capitulation de Ratekau. Le 3e bataillon se rend à Stettin.

### Chefs de régiment
- 1685 Philippe-Guillaume de Brandebourg-Schwedt
- 1712 Henri-Frédéric de Brandebourg-Schwedt
- 1741 Wolf Balthasar von Selchow (de)
- 1743 Louis de Hesse-Darmstadt
- 1757 Friedrich August von Finck
- 1763 Johann Jakob von Wunsch
- 1788 Franz Kasimir von Kleist
- 1800 Frédéric-Guillaume de Brunswick-Wolfenbüttel

## Uniforme, équipement
Jusqu'au milieu du XVIIIe siècle, l'uniforme du régiment se compose d'une veste d'uniforme bleue avec des revers rouges. Sur le revers de brousse rouge et les revers de manches ronds et ouverts se trouvent des rubans blancs. La casquette des grenadiers était bleu-rouge, ornée d'un aigle noir et d'une houppelande rouge et bleue. L'étendard du régiment est vert clair avec des rayons blancs.